# Cordillera del Cóndor
Cordillera del Cóndor – pasmo górskie w Andach, na granicy Peru i Ekwadoru. Rozciąga się południkowo między dolinami rzek Zamora i Nangaritza na zachodzie a doliną Cenepy na wschodzie. Najwyższy szczyt osiąga wysokość 2950 m n.p.m. Dużą część pasma zajmuje peruwiański Park Narodowy Ichigkat Muja - Cordillera del Condor.
Przez ponad 150 lat góry stanowiły terytorium sporne między Peru a Ekwadorem. Do największych starć o granicę doszło w 1981 i 1995 roku. Spór został ostatecznie zakończony w 1999 roku.